# Congo: een geschiedenis
Congo: een geschiedenis is een boek uit 2010 geschreven door  David Van Reybrouck over de geschiedenis van Congo-Kinshasa. Het is uitgegeven door De Bezige Bij en kreeg internationale erkenning. De jury van de Libris Geschiedenis Prijs prees het als "een steeds tragischer wordend verhaal vanuit het perspectief van de mensen die proberen te overleven in een land dat steeds dieper wegzakt in uitbuiting, corruptie en burgeroorlog. Het einde is verrassend en geeft ook een beetje hoop. "Congo. Een geschiedenis" vernieuwt de geschiedschrijving door een chronologische aanpak te combineren met contemporaine journalistiek en een eigen vorm van docudrama." Het lijvig werkstuk van 680 pagina's is opgebouwd in hoofdstukken per decennium.
Van Reybrouck wilde een geschiedenis schrijven van het vroegere Belgisch-Congo en het sinds 1960 onafhankelijke Congo/Zaïre omdat hiervoor nauwelijks geschreven bronnen waren. Naar het voorbeeld van Luc Huyse's geschiedenis van de collaboratie wilde de auteur een tegenwicht bieden voor de eenzijdige Vlaamse beeldvorming die zich voornamelijk baseerde op Adam Hochschilds De geest van koning Leopold II en de plundering van de Congo uit 1998 en Ludo De Witte's De moord op Lumumba uit 1999. Van Reybrouck verwerkte interviews met Congolezen vanuit het gezichtspunt van de man op de omslag van de Nederlandstalige editie: Etienne Nkasi, van wie de deels mondeling overgeleverde herinneringen teruggaan tot het jaar 1890. Hij bleek nog medewerkers van ontdekkingsreiziger Henry Morton Stanley gekend te hebben. De schoonheid en gruwel wordt levendig door de getuigenissen van mijnwerkers, handelaars, politici, rebellenleiders en kindsoldaten. De auteur loodst de lezer door meer dan honderd jaar bewogen geschiedenis van de Belgische kolonisatie, via de onafhankelijkheid tot aan de sinds 1994 woedende burgeroorlog en de actualiteit. Hij werpt een licht op de roof van de grondstoffen en de ermee gepaard gaande corruptie maar ook op de meer vrolijke kant met muziek van de Indépendance cha cha tot de Congolese rumba.
Eind 2010 waren er 150 000 exemplaren verkocht en twee jaar later 300 000. In Nederland wordt verwezen naar gelijkenissen met het werk van Geert Mak. In het Engels taalgebied wordt het boek gesitueerd in het genre narrative non-fiction en vergelijkt men de stijl ervan met het werk van Philip Gourevitch, James Meek en Eric Schlosser.
Naast positieve recensies kwam er ook kritiek, vooral na publicatie van de vertaling in het Frans. Zo schreef Ludo De Witte dat Van Reybrouck de westerse bemoeienissen in Congo wegmasseerde. "Bladzijden die de Belgische autoriteiten in een kwaad daglicht kunnen plaatsen, lijken wel uit het boek gescheurd." De Witte relativeerde de waarde van de orale bronnen omdat die zich beperken tot interviews en getuigenissen van Congolezen of hun mondelinge geschiedenisoverdracht. Daarenboven zou Van Reybrouck zich te veel baseren op analyses van auteurs en "informanten" die het neokoloniale perspectief genegen zijn. Volgens De Witte, past het boek van Van Reybrouck in een nieuwe "pensée unique" waarbij een kritische kijk op koloniale rijken en neokoloniale interventies wordt weggewuifd als "negativistisch", "onproductief", "gauchistisch", na een periode van relatieve openheid tussen pakweg 1995 en 2000, niet toevallig de periode waarin hij zelf publiceerde. Van Reybrouck beantwoordde kritiek door zijn boek te situeren als een werk "met een meer volwassen kijk op het koloniaal verleden, zonder te vervallen in koloniaal triomfalisme maar evenmin in postkoloniale zelfkastijding".

## Vertalingen
- Kongo. Historien om Afrikas Hjerte (Nesøya, Font Forlag, september 2011) Noorse vertaling door Guro Dimmen.
- Kongo - Eine Geschichte (Berlijn, Suhrkamp, 16 april 2012) Duitse vertaling door Waltraud Hüsmert.
- Congo, une histoire (Arles, Actes Sud, 12 september 2012) Franse vertaling door Isabelle Rosselin.
- Kongo : en historia (Stockholm, Natur och Kultur, oktober 2012) Zweedse vertaling door Joakim Sundström.
- Congo. Historien om Afrikas hjerte (Kopenhagen, Tiderne Skifter, 2012) Deense vertaling door Birthe Lundsgaard.
- Kongo: historia (Helsinki, Siultala, 2013) Finse vertaling door Antero Helasvuo.
- Congo. The epic history of a people (New York, HarperCollins, maart 2014 & London, Fourth Estate, 2015) Engelse vertaling door Sam Garrett.
- Congo (Milaan, Feltrinelli, 2014) Italiaanse vertaling door Franco Paris.
- Kongo. Opowieść o zrujnowanym kraju (Warschau, Foksal, 2016) Poolse vertaling door Jadwiga Jędryas.
- Congo. Una historia (Madrid, Alfaguara, 2019)  Spaanse vertaling door Catalina Ginard Féron.
- Congo (Hongshan, Wuhan, Hubei, Huazhong University of Science, 2019)  Chinese vertaling door Wang Xingdong.

Zie: Translation database Nederlands Letterenfonds.

## Prijzen en erkenningen
- 2010: Libris Geschiedenis Prijs
- 2010: J. Greshoff-prijs
- 2010: AKO Literatuurprijs
- 2010: shortlist Liberales boek van het jaar[4]
- 2011: Mooiste Boekomslag (ontwerp door Studio Jan De Boer voor De Bezige Bij; omslagfoto van Etienne Nkasi door Stephan Vanfleteren)
- 2011: Cutting Edge Award: Beste Boek Nationaal
- 2011: nominatie als beste Nederlandstalige journalistieke boek Brusseprijs
- 2011: nominatie voor de NS Publieksprijs
- 2012: nominatie voor de jongerenprijs De Inktaap
- 2012: Historisch boek van het jaar bij het Duitse geschiedenistijdschrift Damals
- 2012: NDR Kultur Sachbuchpreis (Duitse prijs voor non-fictie)
- 2012: Übersetzerpreis des Kulturkreises der deutschen Wirtschaft voor de Duitse vertaling van Waltraud Hüsmert
- 2012: Norddeutscher Rundfunk, Kultur Sachbuchpreis, voor beste non-fictieboek[5]
- 2012: Prix Médicis in de categorie Essai
- 2012: Prix du Meilleur Livre étranger in de categorie Essai
- 2012: Meilleur livre de l'année de la magazine Lire in de categorie Histoire
- 2013: Prix Mahogany voor beste essay over sub-Saharisch Afrika uitgereikt door de vereniging Mahogany Afro Cultures.
- 2013: Prix Aujourd'hui[6]
- 2014: Premio Ryszard Kapuszincki del Viaggio, Italiaanse onderscheiding voor de beste reis- en reportageschrijver.
- 2014: Cundill Prize in Historical Literature Recognition of Excellence (Canadese onderscheiding voor historisch werk)[7]